# 善隣国宝記
善隣国宝記（ぜんりんこくほうき）は京都相国寺の僧侶瑞渓周鳳によって著された漢文による外交資料集。日本最初の外交史の書として知られている。序文に文正元年（1466年）、後書に文明2年（1470年）の年号が記載されている。ただし、一部の文書の下限は文明18年（1486年）であり、文明5年（1473年）の瑞渓周鳳の没後に加筆が行われたと考えられている。全3巻。

## 概要
上巻は垂仁天皇88年（西暦59年）より明徳3年/元中9年（1392年）までの中国・朝鮮との関係や僧侶の往来を中心とした編年体の外交史が記されている。中巻は応永5年（1398年）から文明7年（1475年）までの明や李氏朝鮮との外交文書、下巻は永享5年（1433年）から文明18年（1486年）までの外交文書の別幅が収められている。上巻には『神皇正統記』や『元亨釈書』、現存しない『海外国記』・『書籍後伝記』などからの引用がある。
五山派禅僧が有している仏教天文学的な世界観や『神皇正統記』の引用に基づく「神国」観念の表明がなされている部分がある。また、明国皇帝に対する上表文の形式について、「（将軍は）日本国王を自称してはならない」「（明国皇帝の臣下であることを示す）臣の字はやむを得なければ日本天皇の臣であるように書くべきである」「元号は日本の年号（元号）を用いるべきであるがやむを得なければ干支を用いるべきである」などと書かれており、日本国王として冊封及び同国の暦を受けた足利義満の姿勢を批判している。このため、戦前から戦後の一時期にかけて、同書の国体観が注目された時期もあった。だが、瑞渓周鳳の国体観は長年彼と親交のあった明経道の清原業忠の影響（『神皇正統記』の受容を含めて）が大きく彼独自の観念とは言えないこと、瑞渓周鳳自身は足利義満以後に確立された外交そのものを否定する立場ではなかったことが明らかになっている。公式令を忠実に解釈すれば、外交文書起草は朝廷の大内記の職務であったが、大内記の職務が形骸化してから久しく、また足利義満が朝廷から分離した立場から外交を行ったことから、義満以後の室町幕府においては漢文に通じた五山派の禅僧たちが外交文書の作成を担当し、瑞渓周鳳も寛正5年（1464年）の明国皇帝への上表文作成を担当していた。彼はその経験を踏まえた上で、知り得た外交文書に関する旧規先例を五山派の後進に伝えるとともに、五山派が持つ外交文書作成の権限を将来にわたって保持していくために著したのが『善隣国宝記』であったと考えられている。
実際、同書は豊臣政権にて外交文書を担当した相国寺の西笑承兌や徳川政権（江戸幕府）にて外交文書を担当した南禅寺の崇伝ら五山派禅僧によって参考にされており、後に江戸幕府の外交文書作成権限は林家に移るものの、五山派禅僧は幕府の命によって対馬藩の以酊庵に朝鮮修文職として派遣されて朝鮮向けの外交文書作成にあたっている。また、江戸時代には『続善隣国宝記』など複数の『善隣国宝記』の継承を意図した書物が著されている。